# Clash Quest
Clash Quest è stato un videogioco annunciato e sviluppato nel 2021 da Supercell. Era uno dei tre giochi annunciati da Supercell nel 2021 (insieme a Clash Mini e Clash Heroes) e dal 6 aprile dello stesso anno è stato disponibile in beta nei seguenti Paesi: Finlandia, Danimarca, Norvegia, Svezia, Islanda, Filippine e Canada.
Il 17 agosto 2022 la Supercell annuncia la decisione di cancellare il gioco, a causa dello scarso successo riscontrato.

## Modalità di gioco
Il gioco presenta alcuni personaggi, tematiche e meccaniche di gioco del videogioco Clash Royale.
L'obiettivo del gioco è quello di distruggere le basi avversarie preassegnate dal gioco con delle truppe che puoi sbloccare e potenziare progredendo nel gioco. Le prime ad essere sbloccate di default sono il barbaro, l'arciere, il principe e lo stregone. A queste si aggiungono il gigante, il goblin, il P.E.K.K.A., il bombarolo e il drago che vengono sbloccate dopo aver completato delle isole piene di livelli. La maggior parte di essi è composta da 3 fasi: bisogna completarne almeno 1 per sbloccare il livello successivo e per ogni fase si ottiene una cassa che può contenere oro, elisir o scatole da cui possono uscire abilità o unità. Ci sono inoltre dei livelli particolari con dei boss da sconfiggere. Ad accompagnare le truppe, sulla schermata della battaglia ci saranno degli incantesimi e dei libri; i primi servono come aiuto alle truppe per distruggere le difese: abbiamo la sfera infuocata, il razzo, la scarica e il tronco; i secondi possono modificare la posizione e le combo delle truppe presenti sul campo. Arrivati a 70 stelle vengono sbloccate le leghe: durano 1 settimana e ogni giorno si può effettuare un attacco gratuito per aumentare il punteggio. Per ogni fase distrutta si ottiene un trofeo e dei rinforzi (ottenibili anche distruggendo le caserme) e alla fine dei 7 giorni i 5 giocatori migliori vengono promossi alla lega successiva.